# Walter Strerath
Walter Strerath (* 18. September 1942 in Odenkirchen; † 23. September 1981 in Mönchengladbach) war ein deutscher Jazzpianist.

## Leben
Strerath spielte seit 1960 auf lokalen Veranstaltungen mit seinem Trio; seit 1963 tourte er überregional. In den Niederlanden trat er auch mit Jack van Poll, Ruud Pronk und René Thomas auf. Der Auftritt beim zweiten Hammerfeld Jazz Festival in Roermond wurde teilweise vom ZDF dokumentiert. Teile eines Auftritts in Iserlohn wurden vom  WDR gesendet. Mitte der 1970er Jahre spielte er mit seinem Trio beim  Jazz-Festival in Cascais und erhielt eine Einladung zum Newport Jazz Festival. 1976 trat Strerath in der ersten Sendung des Kölner Treff mit Alfred Biolek und Dieter Thoma auf, wo er sich auch mit Freddy Quinn eine Piano Battle lieferte. Im Hauptberuf war Strerath lange Zeit im väterlichen Betrieb als Landmaschinenhändler tätig und wechselte erst 1980 ins Profilager. Mit 39 Jahren starb er an einem Herzinfarkt.

## Preise und Auszeichnungen
Strerath wurde 1963 auf dem Deutschen Amateur-Jazz-Festival in Düsseldorf mit einem dritten Platz ausgezeichnet, zwei Jahre später als bester Solist. Im Folgejahr 1966 erhielt sein Trio (mit Bassist Michael Dieck und Schlagzeuger Gert Pütz) auf diesem Festival den ersten Platz. 1967 und 1968 war er Sieger beim Internationalen Jazzpiano-Festival Mönchengladbach; 1968 wurde er als bester Pianist beim Friedrich-Gulda-Festival in Wien geehrt. Im gleichen Jahr erzielte er den dritten Rang beim Jazz Festival Zürich.

## Diskographische Hinweise
- Trio Quartet Quintet (1969, mit Hans Thomas, Manfred Lindner, Andreas Scheel, Gerd Pütz)
- Fly to Brazil (mit Dieter Petereit, Peter A. Schmidt, 1975)